# Ехолокація
Ехолокація — засіб виявлення розташування, розмір, структуру, природу об'єктів шляхом передачі акустичних або радіохвиль та аналізу хвиль, відбитих від об'єктів.
На основі ехолокації працює низка приладів: радар (пошук і вимір відстаней між об'єктами), сонар (відстань до глибин), лідар, лазерний сканер, дефектоскоп.

## Особливості у тварин
У тваринному світі є кілька тварин, які використовують ехолокацію для навігації і для полювання, включаючи кажанів і дельфінів.
Ехолокації у тварин працює таким чином, що звук який вимовляється з рота, приймається відлунням вухами. Використовуючи такий підхід, вони визначають відстань до навколишніх предметів за допомогою затримки звуку і можуть також визначати форми і напрями амплітуди звукових хвиль, які прибувають до кожного окремого вуха.

## Особливості у людей
Відомо, що люди, які осліпли, або народжені сліпими, здатні до ехолокації. Вони роблять це, видаючи звуки: ротом, ногою або тростиною. За допомогою ехолокації можна визначити цілий ряд різних об'єктів за їх структурою, а також відстань до них. Людина, видаючи звуки, навчається та розвиває в собі здатність приймати відлуння від предметів і робить це із завидною точністю.
Найбільш відомою людиною, яка використовує ехолокацію для орієнтування в просторі, є Деніел Кіш, який сліпий з 13 місяців, проте розвинув у собі навичку орієнтуватися за допомогою ехо до таких масштабів, що спокійно може пересуватися гірським велосипедом.